# Pools basketbalteam (mannen)
Het Pools nationaal basketbalteam is een team van basketballers dat Polen vertegenwoordigt in internationale wedstrijden. De Polski Związek Koszykówki (Poolse basketbalbond) is verantwoordelijk voor het Pools basketbalteam. Het grootste succes behaalde Polen in 1963 toen het tweede werd tijdens Eurobasket 1963. Het team is verder in drie edities van Eurobasket derde geworden. Polen was voornamelijk in de jaren zestig succesvol.

## Polen tijdens internationale toernooien

### Olympische Spelen
- Olympische Spelen 1936: 4e
- Olympische Spelen 1960: 7e
- Olympische Spelen 1964: 6e
- Olympische Spelen 1968: 6e
- Olympische Spelen 1972: 10e
- Olympische Spelen 1980: 7e

### Wereldkampioenschap
- WK basketbal 1967: 5e
- WK basketbal 2019: 8e

### Eurobasket
- Eurobasket 1937: 4e
- Eurobasket 1939: 3e
- Eurobasket 1946: 9e
- Eurobasket 1947: 6e
- Eurobasket 1955: 5e
- Eurobasket 1957: 7e
- Eurobasket 1959: 6e
- Eurobasket 1961: 9e
- Eurobasket 1963: 2e
- Eurobasket 1965: 3e
- Eurobasket 1967: 3e
- Eurobasket 1969: 4e
- Eurobasket 1971: 4e
- Eurobasket 1973: 12e
- Eurobasket 1975: 8e
- Eurobasket 1979: 7e
- Eurobasket 1981: 7e
- Eurobasket 1983: 9e
- Eurobasket 1985: 11e
- Eurobasket 1987: 7e
- Eurobasket 1991: 7e
- Eurobasket 1997: 7e
- Eurobasket 2007: 13e
- Eurobasket 2009: 9e
- Eurobasket 2011: 17e
- Eurobasket 2013: 21e
- Eurobasket 2015: 11e
- Eurobasket 2017: 18e